# Perizoma flavosparsata
Perizoma flavosparsata is een vlinder uit de familie spanners (Geometridae). De wetenschappelijke naam is voor het eerst geldig gepubliceerd in 1926 door Wagner.
De soort komt voor in Europa.